# Te guste
Te guste è un singolo della cantante statunitense Jennifer Lopez e del cantante portoricano Bad Bunny, pubblicato il 9 novembre 2018.

## Video musicale
Il videoclip del brano, diretto da Mike Ho, è stato pubblicato sul canale YouTube di Jennifer Lopez l'8 novembre 2019.

## Classifiche
| Classifica (2018) | Posizione massima |
| ----------------- | ----------------- |
| Cile              | 39                |
| Puerto Rico       | 7                 |
| Spagna            | 52                |
| Venezuela         | 39                |